# Episodi di Barney Miller (seconda stagione)
La seconda stagione della serie televisiva Barney Miller è stata trasmessa in anteprima negli Stati Uniti d'America dalla ABC tra l'11 settembre 1975 e il 18 marzo 1976.
| nº | Titolo originale  | Titolo italiano | Prima TV USA      | Prima TV Italia |
| -- | ----------------- | --------------- | ----------------- | --------------- |
| 1  | Doomsday          |                 | 11 settembre 1975 |                 |
| 2  | The Social Worker |                 | 18 settembre 1975 |                 |
| 3  | The Layoff        |                 | 25 settembre 1975 |                 |
| 4  | Ambush            |                 | 2 ottobre 1975    |                 |
| 5  | Heat Wave         |                 | 9 ottobre 1975    |                 |
| 6  | The Arsonist      |                 | 16 ottobre 1975   |                 |
| 7  | Grand Hotel       |                 | 23 ottobre 1975   |                 |
| 8  | Discovery         |                 | 30 ottobre 1975   |                 |
| 9  | You Dirty Rat     |                 | 13 novembre 1975  |                 |
| 10 | Horse Thief       |                 | 20 novembre 1975  |                 |
| 11 | Rain              |                 | 27 novembre 1975  |                 |
| 12 | Fish              |                 | 4 dicembre 1975   |                 |
| 13 | Hot Dogs          |                 | 11 dicembre 1975  |                 |
| 14 | Protection        |                 | 18 dicembre 1975  |                 |
| 15 | Happy New Year    |                 | 8 gennaio 1976    |                 |
| 16 | The Sniper        |                 | 22 gennaio 1976   |                 |
| 17 | Fear of Flying    |                 | 29 gennaio 1976   |                 |
| 18 | Block Party       |                 | 12 febbraio 1976  |                 |
| 19 | Massage Parlor    |                 | 19 febbraio 1976  |                 |
| 20 | The Psychiatrist  |                 | 26 febbraio 1976  |                 |
| 21 | The Kid           |                 | 4 marzo 1976      |                 |
| 22 | The Mole          |                 | 18 marzo 1976     |                 |